# Meruge
Meruge es una freguesia portuguesa del concelho de Oliveira do Hospital, con 7,68 km² de superficie y 668 habitantes (2001). Su densidad de población es de 87,0 hab/km².